# Giuseppe Luigi Trevisanato
Giuseppe Luigi Trevisanato (Venezia, 15 febbraio 1801 – Venezia, 28 aprile 1877) è stato un cardinale e patriarca cattolico italiano, patriarca di Venezia dal 1862 fino alla morte.

## Biografia

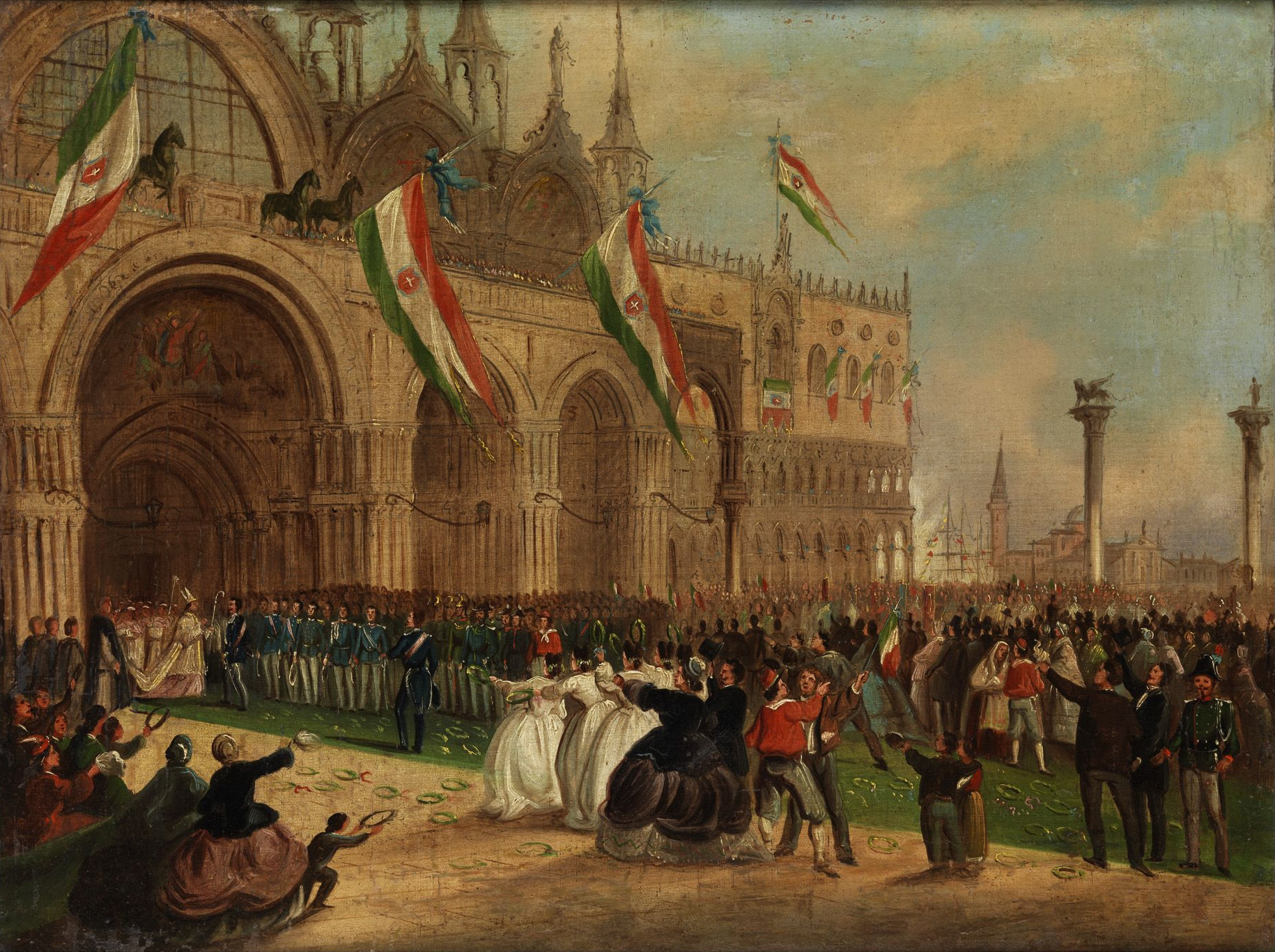
Il Patriarca di Venezia Giuseppe Luigi Trevisanato accoglie in Piazza San Marco il Re Vittorio Emanuele II di Savoia il 7 novembre 1866, dopo il risultato del Plebiscito del Veneto del 1866

Nacque alla Giudecca, nella parrocchia di Sant'Eufemia, da Giuseppe e Anna Maria Forcellato, ma ancora bambino si trasferì a Santo Stefano, nel sestiere di San Marco. Viste le ristrettezze familiari, il padre lo mandò a lavorare giovanissimo presso la bottega di un droghiere e durante questa esperienza conobbe mons. Luigi Angeli, parroco di Santo Stefano, che lo aiutò ad entrare in seminario.
Studente promettente di filosofia e teologia, ancor prima di essere ordinato fu avviato all'insegnamento della grammatica presso la quarta umanità. Il 13 marzo 1824 fu ordinato sacerdote dal patriarca Giovanni Ladislao Pyrker e il 19 marzo successivo, giorno di San Giuseppe, celebrò la sua prima messa.
Fu nominato cardinale da Papa Pio IX durante il concistoro del 16 marzo 1863.
Come patriarca di Venezia, carica che ricoprì dal 1862 alla morte, si ritrovò ad operare in un periodo molto delicato, tra gli ultimi anni della dominazione austriaca in Veneto e l'unione al Regno d'Italia. Si prodigò particolarmente nell'aiutare i patrioti arrestati dagli Austriaci, dimostrando tuttavia prudenza ed equilibrio.
Fu inoltre un esperto orientalista. La sua passione per le lingue e la cultura asiatica lo portò a stringere una cordiale amicizia con il rabbino della comunità ebraica di Venezia.

## Genealogia episcopale e successione apostolica
La genealogia episcopale è:
- Cardinale Scipione Rebiba
- Cardinale Giulio Antonio Santori
- Cardinale Girolamo Bernerio, O.P.
- Arcivescovo Galeazzo Sanvitale
- Cardinale Ludovico Ludovisi
- Cardinale Luigi Caetani
- Cardinale Ulderico Carpegna
- Cardinale Paluzzo Paluzzi Altieri degli Albertoni
- Papa Benedetto XIII
- Papa Benedetto XIV
- Papa Clemente XIII
- Cardinale Marcantonio Colonna
- Cardinale Giacinto Sigismondo Gerdil, B.
- Cardinale Giulio Maria della Somaglia
- Cardinale Carlo Odescalchi, S.I.
- Cardinale Fabio Maria Asquini
- Cardinale Giuseppe Luigi Trevisanato

La successione apostolica è:
- Vescovo Federico Maria Zinelli (1862)
- Vescovo Nicolò Frangipane (1866)
- Vescovo Salvatore Giovanni Battista Bolognesi, C.O. (1871)
- Cardinale Domenico Agostini (1871)